# Francis Louis Fassitt
Francis Louis Fassitt foi um tenista americano que residia em Paris.

## Grand Slam finais

### Simples: 1 (0-1)
| Resultado | Ano  | Campeonato       | Piso  | Oponente      | Placar        |
| Vice      | 1892 | Aberto da França | Grama | Jean Schopfer | 6–2, 1–6, 6–2 |